# Bethel Island (Kalifornija)
Bethel Island je naseljeno područje za statističke svrhe u američkoj saveznoj državi Kalifornija. Prema popisu stanovništva iz 2010. u njemu je živjelo 2,137 stanovnika.